# オルコメノス (ギリシア神話)
オルコメノス（古希: Ὀρχομενός, Orchomenos, 英: Orchomenus）は、ギリシア神話の人物である。主に、
- リュカーオーンの子
- イソノエーの子
- ミニュアースの子

のほか数名が知られている。以下に説明する。

## リュカーオーンの子
このオルコメオスは、アルカディア地方の王リュカーオーンの50人の息子の1人で、同地方の都市国家オルコメノスおよびメテュドリオンの創建者とされる。一説によるとオルコメノスはアルカスの父である。

## イソノエーの子
このオルコメオスは、ダナイデスの1人イソノエー（イシオネー）とゼウスの息子。ヘルミッペーと結婚し、ミニュアースをもうけた。ただしミニュアースの実の父はポセイドーンであったという。一説によるとオルコメノスはゼウスとヘルミッペーの息子。

## ミニュアースの子
このオルコメオスは、オルコメノス王ミニュアースの息子であり、上記のオルコメノスの孫にあたる。ただしミニュアースの系譜にはいくつかの異なるバージョンがあった。オルコメノスは父の王権を継承し、支配地であるボイオティア地方のオルコメノスを自分の名にちなんでつけた。彼は、モルロスの殺害でアルゴスから亡命したヒュエットスを受け入れ、土地を分け与えた。パウサニアスによるとオルコメノスは子孫を残さずに死去したので、王国はプリクソスの息子プレスボーンが引き継いだ。しかし別のバージョンではアスプレドーン、アムピドコス、クリュメノスの父であり、後者は彼の後継者だった。またエラレーの父あるいはアムピュカスの妻クローリスの父のオルコメノスと同一人物かもしれない。

## その他のオルコメノス
- エテオクレースの息子で、ミニュアースと兄弟。珍しい系譜伝承だが、上記のオルコメノスと基本的に同一人物[14]。
- ヒュギーヌスによれば、アタマースとテミストーの息子であり、スピンキオスと兄弟[15]。
- テュエステースとナイアスの息子で、アグラオス、カリレオーンと兄弟[16][17]。アトレウスは彼らを殺し、その肉でテュエステースを饗応した[18]。